# Diaglyptellana opacula
Diaglyptellana opacula là một loài tò vò trong họ Ichneumonidae.